# Папаиоанну, Эзекиас
Эзекиас Папаиоанну (греч. Εζεκίας Παπαϊωάννου, 8 октября 1908 — 10 апреля 1988) — кипрский общественный и политический деятель, участник гражданской войны в Испании в составе греческой роты имени Ригаса Фереоса, антиколониальной борьбы на Кипре, генеральный секретарь Прогрессивной партии трудового народа Кипра (1949—1988).

## Биография
Родился в деревне Келлаки (Лимасол). В 1930-х переехал в Англию, где присоединился к Коммунистической партии Великобритании. В 1946 году стал редактором журнала «Димократис» (греч. Δημοκράτης) и был избран генеральным секретарём АКЭЛ. Подвергался политическим преследованиям и арестам. Выступал против Цюрихских и Лондонских соглашений.